# Karl von Köppel (General)
Karl August Köppel, seit 1904 Ritter von Köppel, (* 20. August 1854 in München; † 31. März 1927) war ein bayerischer General der Infanterie.

## Leben
Köppel war der Sohn eines bayerischen Hauptmanns. Er besuchte das Münchner Kadettenkorps und wurde anschließend als Portepeefähnrich dem 15. Infanterie-Regiment „König Johann von Sachsen“ der Bayerischen Armee überwiesen. Bis Mitte Oktober 1874 avancierte er zum Sekondeleutnant, wurde ein Jahr später in das 3. Jäger-Bataillon versetzt und stieg 1876 zum Bataillonsadjutanten auf. Unter Enthebung von dieser Stellung erfolgte Mitte Juli 1880 seine Versetzung zum 8. Infanterie-Regiment „Pranckh“. 1882/85 absolvierte Köppel zur weiteren Ausbildung die Kriegsakademie, die ihm die Qualifikation für den Generalstab, die Höhere Adjutantur und das Lehrfach (Taktik, Militärgeographie) aussprach. Daran schloss sich als Premierleutnant ab Juli 1886 eine Verwendung im 2. Infanterie-Regiment „Kronprinz“ an. Unter Stellung à la suite seines Regiments war er ab Februar 1889 Adjutant der 3. Infanterie-Brigade, rückte zum Hauptmann auf und trat mit der Ernennung zum Chef der 7. Kompanie im Infanterie-Leib-Regiment Anfang Oktober 1890 in den Truppendienst zurück. Für die Dauer von einem Jahr wurde Köppel am 1. September 1892 zur Eisenbahn-Abteilung des Großen Generalstabes nach Preußen kommandiert und Anfang Juni 1893 unter Stellung à la suite des Generalstabes zum Eisenbahn-Kommissär bei der Eisenbahn-Linien-Kommission in Ludwigshafen am Rhein ernannt. Unter weiterer Stellung à la suite des Generalstabes erfolgte am 8. Juni 1894 seine Ernennung zum Eisenbahn-Linien-Kommissiar in Würzburg. Mitte Oktober 1894 avancierte Köppel zunächst ohne Patent zum Major, dass ihm am 22. Februar 1895 verliehen wurde. Mit der Versetzung in den etatmäßigen Stand der Zentralstelle des Generalstabes wurde Köppel Mitte Juli 1896 zum Kriegsministerium kommandiert und Mitte September 1897 hierher versetzt. Zugleich wirkte er als Mitglied der Ober-Examinations-Kommission für Kandidaten des höheren Militär-Verwaltungsdienstes. Unter Stellung à la suite des Generalstabes war er vom 24. März 1898 bis zum 24. Januar 1899 als Bataillonskommandeur im 1. Infanterie-Regiment „König“ tätig und wurde anschließend mit der Beförderung zum Oberstleutnant als etatmäßiger Stabsoffizier in das Infanterie-Leib-Regiment versetzt. Ende September 1899 kehrte Köppel zur Zentralstelle des Generalstabes zurück und zum 1. April 1900 erfolgte seine Ernennung zum Chef des Generalstabes des III. Armee-Korps in Nürnberg. Köppel rückte Ende Juli 1901 zum Oberst auf und kehrte Anfang Juni 1902 als Chef der Militär-Verwaltungs-Abteilung in das Kriegsministerium zurück. In dieser Eigenschaft belieh ihn Prinzregent Luitpold am 27. Dezember 1903 mit dem Ritterkreuz des Verdienstordens der Bayerischen Krone. Damit verbunden war die Erhebung in den persönlichen Adelsstand erhoben und er durfte sich nach der Eintragung in die Adelsmatrikel ab 1. Februar 1904 „Ritter von Köppel“ nennen.
Am 22. April 1904 zum Generalmajor befördert, übernahm Köppel am 31. Oktober 1904 das Kommando über die in Neu-Ulm stationierte 4. Infanterie-Brigade. In dieser Stellung wurde er am 26. Juni 1908 zum Generalleutnant befördert und am 12. August 1908 in Genehmigung seines Abschiedsgesuches mit der gesetzlichen Pension zur Disposition gestellt. Anlässlich seiner Verabschiedung verlieh ihm Prinzregent Luitpold den Stern zum Militärverdienstorden II. Klasse.
Köppel wurde während des Ersten Weltkriegs als stellvertretender Militärbevollmächtigter in Berlin wiederverwendet und in dieser Eigenschaft im September 1916 mit dem Eisernen Kreuz II. Klasse sowie Mitte Juli 1917 mit dem Großkreuz des Friedrichs-Ordens mit Schwertern ausgezeichnet. Außerdem erhielt Köppel am 14. November 1916 den Charakter als General der Infanterie.